# Aulacospermum ikonnikovii
Aulacospermum ikonnikovii är en flockblommig växtart som beskrevs av Rudolf V. Kamelin. Aulacospermum ikonnikovii ingår i släktet Aulacospermum och familjen flockblommiga växter. Inga underarter finns listade i Catalogue of Life.